# 大阪市立柏里小学校
大阪市立柏里小学校（おおさかしりつ かしわざと しょうがっこう）は、大阪府大阪市西淀川区にある公立小学校。
西淀川区南東部の柏里・花川を校区とする。

## 沿革
学校所在地周辺は、大阪市編入前は西成郡鷺洲村（1911年町制を施行して鷺洲町）に属していた。
鷺洲村は現在の北区・福島区・淀川区・西淀川区にまたがる広い村だったことに加えて、新淀川の開削によって北部の塚本（現在の淀川区塚本および西淀川区柏里付近）および海老江新家（現在の西淀川区花川付近）が飛地状の地域になっていた。そのため1910年に塚本に西成郡鷺洲尋常高等小学校（現在の大阪市立鷺洲小学校）の分教場が設置され、塚本・海老江新家在住の1・2年児童が通学したことが、学校の始まりとなっている。
1912年には西成郡鷺洲第三尋常高等小学校（現在の大阪市立海老江西小学校）が開校した。これに伴い分教場は鷺洲第三校の分教場へと移管されている。
高学年児童は本校である鷺洲尋常高等小学校・鷺洲第三尋常高等小学校まで通学していた。
1924年10月15日付で鷺洲第三尋常高等小学校より独立し、鷺洲町大字塚本539番地（のち西淀川区西塚本町2-5、1943年柏里町に町名変更。現在の塚本駅西出口付近）に西成郡鷺洲第五尋常小学校として開校した。翌1925年には鷺洲町が大阪市に編入したことに伴い、大阪市鷺洲第五尋常高等小学校と称した。
国民学校令により、1941年には大阪市柏里国民学校へ改称した。柏里は付近の地名からとられた。神功皇后の三韓征伐の伝説に関連し、この地で柏の葉に餅をのせて献上したという伝説が残ることから、柏里の地名がついたと伝えられている。
また1941年4月には西淀川区（1943年区の境界変更により東淀川区）塚本町3-10に第一分校を設置している。さらに1941年7月には西淀川区野里町178-3に第二分校を設置した。
第一分校は1946年に大阪市田川国民学校（現在の大阪市立田川小学校）分校へ移管され、1949年に大阪市立塚本小学校として独立している。また第二分校は1947年に大阪市立歌島中学校敷地として転用された。
太平洋戦争の戦局悪化により、1944年以降学童集団疎開が実施されることになった。各行政区ごとに疎開先の府県が割り当てられ、西淀川区の国民学校では香川・徳島両県と大阪府三島郡への疎開が決まった。柏里国民学校では徳島県板野郡北灘村（現在の鳴門市）と大阪府三島郡五領村（現在の高槻市）への疎開が実施され、現地の北灘東国民学校（現在の鳴門市北灘東小学校）・五領国民学校（現在の高槻市立五領小学校）を借用して授業を実施した。
1945年6月15日の大阪大空襲では、本校と第一分校を全焼する被害を受けた。
1947年の学制改革により大阪市立柏里小学校となった。当時の敷地は国鉄塚本駅前にあり、駅に近すぎて騒がしいことや、近くに高圧線の鉄塔があったことから、1950年頃から学校移転の話が具体化した。空襲で焼けた現在の土地を買い入れて移転用地とし、1953年11月に現在地に移転している。旧敷地は現在地移転後もしばらく分校として使用したが、分校は1960年3月に閉鎖している。
1970年代前半には体育教育に力を入れていた。

### 年表
- 1910年3月 - 西成郡鷺洲尋常高等小学校の分教場が設置される。
- 1912年9月 - 西成郡鷺洲第三尋常高等小学校の開校に伴い、分教場は鷺洲第三校に移管。
- 1924年10月15日 - 西成郡鷺洲第五尋常小学校として開校。
- 1925年4月1日 - 鷺洲町が大阪市に編入したことに伴い、大阪市鷺洲第五尋常高等小学校に改称。
- 1941年4月1日 - 国民学校令により、大阪市柏里国民学校に改称。
- 1941年9月 - 第一分校（現在の大阪市立塚本小学校）、第二分校（現大阪市立歌島中学校敷地）を設置。
- 1946年4月1日 - 第一分校を大阪市田川国民学校（現在の大阪市立田川小学校）分校へ移管。
- 1947年4月1日 - 学制改革により、大阪市立柏里小学校に改称。
- 1947年 - 第二分校を廃止し、新設の西淀川第三中学校（歌島中学校）に敷地を譲る。
- 1953年11月11日 - 現在地に移転。旧敷地を分校とする。
- 1957年6月5日 - 養護学級を開設。
- 1960年3月31日 - 分校を閉鎖。
- 1971年7月24日 - 大阪市教育委員会から、体育の研究校に指定される。
- 1972年10月12日 - 日本学校体育研究連合会より、保健体育指導研究優良学校の表彰を受ける。

## 通学区域
- 大阪市西淀川区 柏里1丁目-3丁目、野里1丁目（一部）、花川1丁目、花川2丁目（大半）。

卒業生は大阪市立歌島中学校に進学する。

## 交通
- 東海道本線（JR神戸線・JR宝塚線） 塚本駅 南西へ約400m。